# 무하마드 알리
무하마드 알리(영어: Muhammad Ali, 1942년 1월 17일 ~ 2016년 6월 3일)는 미국의 전직 권투 선수이다. 1964년 전까지의 원래 이름은 캐시어스 마셀러스 클레이 주니어(영어: Cassius Marcellus Clay Jr.)였다. "위대한 자" 이라는 별명을 가진 그는 20세기의 가장 중요한 인물 중 한 명으로 간주되며 역사상 가장 위대한 헤비급 복서로 간주된다. 그는 BBC스포츠 일러스트레이티드( Sports Illustrated) 에서 세기의 스포츠맨으로 선정됐다. 30년 동안 파킨슨병으로 투병해 오면서도 권투선수로써 위상을 날렸던 무하마드 알리는 2016년 6월 3일 세상을 떠났고, 전 세계의 많은 유명인사들이 애도를 표했다.

## 경력

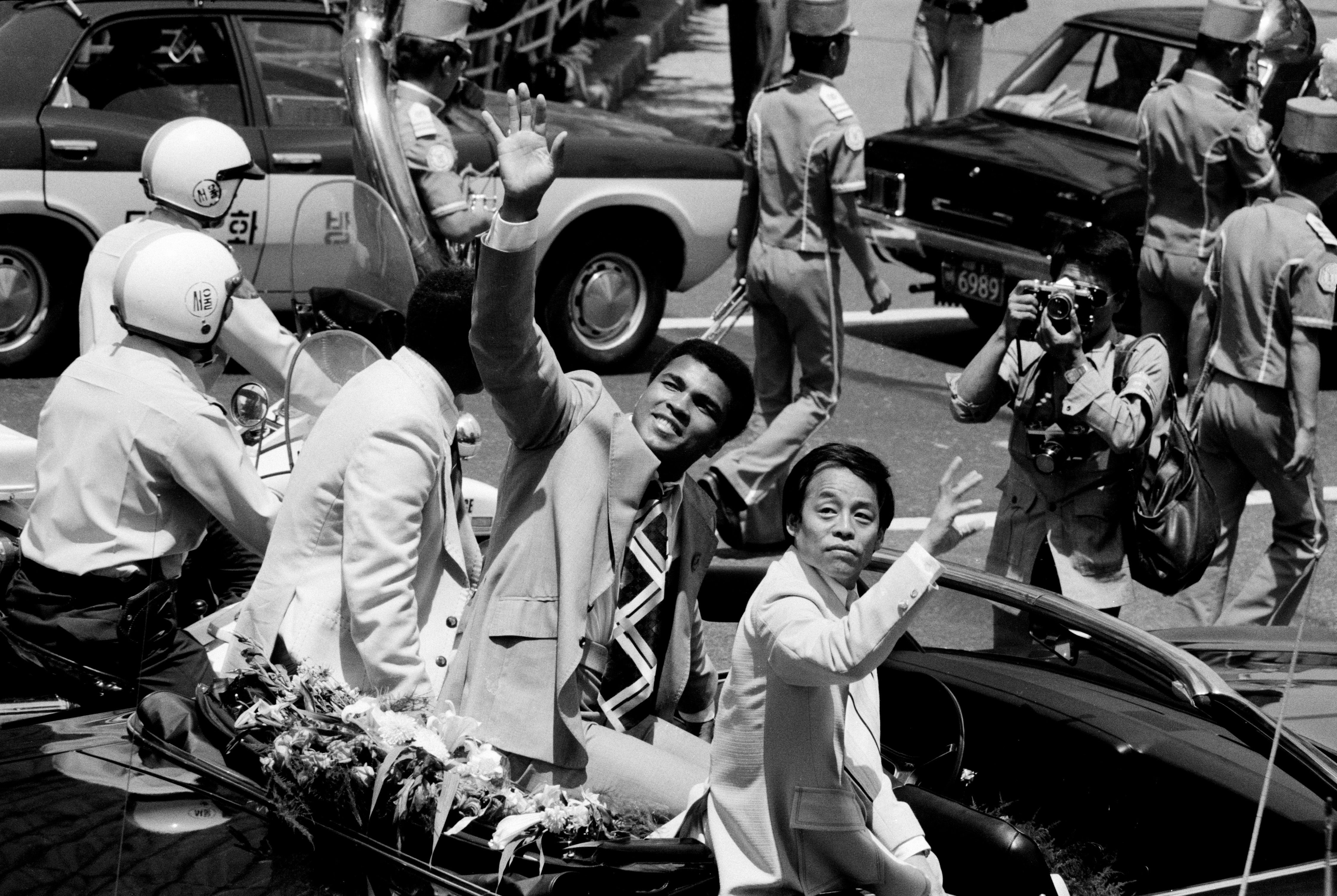
1976년 서울에서 카퍼레이드를 하고 있는 알리.

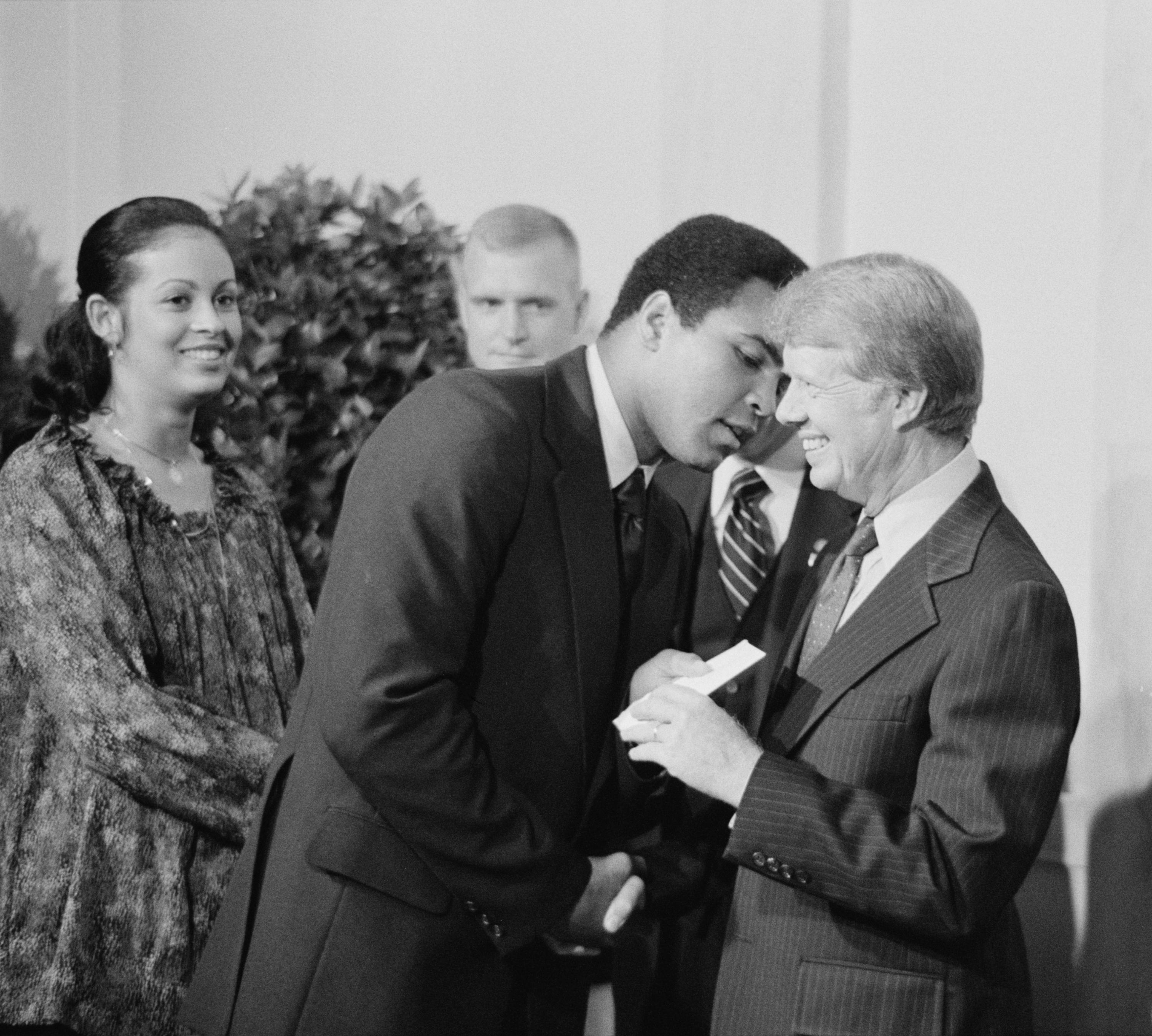
1977년 지미 카터 대통령은 백악관 만찬에서 알리를 맞이한다.

캐셔스 클레이 주니어는 1942년 켄터키주 루이빌에서 태어났다. 아마추어 복서로 로마 올림픽에 참가하여 복싱 라이트 헤비급에서 금메달을 획득하였다.  알리는 그의 자서전에서 로마에서 돌아온 후 인종 차별을 겪고 강에 메달을 던져버렸다고 하였으나 이 일화의 진위는 후에 논란이 되었다.
1964년 소니 리스턴(Sonny Liston)을 이기고 복싱 헤비급 챔피언이 되었다. 본래 침례교 신자였으나 맬컴 엑스가 소속되어 있던 네이션 오브 이슬람 운동에 감화되어 리스턴과의 시합 이후 이슬람교로 개종하고 무하마드 알리로 개명하였다. 1967년, 미군의 베트남 전쟁 개입을 반대하며, 인종차별에 항의하는 양심(본문에서 양심은 도덕이 아니라 개인과 공동체의 정체성인 신념과 사상을 뜻함. 실례로 양심Conscience의 어원인 라틴어 Conscientia는 사상, 의식을 뜻함)을 들어 징집을 거부하는 양심적 병역거부를 하였다. 알리는 곧 체포되어 병역 회피로 유죄 선고를 받고 챔피언 타이틀도 박탈당했다. 1971년 대법원에서 성공적으로 자신을 변론하여 무죄 선고를 받았으나, 이 시기까지 거의 4년 동안 시합을 하지 못하였으며, 운동 선수로서의 최상의 능력을 발휘하는 기간을 상실하였다. 전쟁에 대한 양심적 거부자로서의 알리의 행동은 그를 대안문화(counter-culture)세대의 상징으로 만들었다.
1976년 일본 도쿄에서 레슬링 선수이자 김일 선수의 라이벌로 유명한 안토니오 이노키와 대결한 이후 태권도인 이준구의 주선으로 대한민국을 방문하였다. 알리는 서울 시내에서 카퍼레이드를 하고, 문화방송의 텔레비전 프로그램에도 출연하였다. 비행기 시간 문제로 대통령과의 만남은 이뤄지지 않았다.
은퇴 후에는 파킨슨 병을 앓았으며 1996년 애틀랜타 올림픽에서는 성화 점화자로 참여하였다. 2016년 6월 3일 애리조나주 피닉스의 한 병원에서 폐혈증으로 사망하였다.

## 언변
알리는 당시 선수들이 매니저에게 발언을 맡긴 것과 달리 스포트라이트를 갈망하였으며 도발적인 말로 상대방을 자극하였다. 알리는 복싱에서의 트래시 토킹(trash-talking)을 위하여 라임 구성과 스포큰 워드를 즉흥적으로 구사하였고, 자신의 활동을 지지하기 위한 정치적 시(poetry)의 일종으로서 그러한 것들을 구사하기도 하였다. 이는 랩과 힙합 음악을 예견한 것이기도 하다.  알리의 대한민국 방문을 주선한 이준구는 알리가 기자들 앞에서는 기상천외한 내용이나 표현으로 자신을 드러냈지만, 혼자 있을 때에는 과묵했다고 회상하였다. 그리고 상당한 달변가이기도 했는데, 일례로 베트남 전쟁에 참전하기를 거부하는 양심적 병역거부자로서의 발언은 당시 미국의 사회문제로 대두된 인종차별을 명확하게 비판했다.
| “ | 나는 당신들이 아니라 내가 원하는 챔피언이 되겠다. 베트콩들은 우리를 검둥이라고 조롱하지는 않는다. 베트콩과 싸우느니 흑인을 억압하는 세상과 싸우겠다. | ” |

## 복싱 스타일
그는 자신이 "나비처럼 날아서 벌처럼 쏜다(Float like a butterfly, and sting like a bee)"고 묘사한 복싱 스타일로 유명하다.

## 관련 영화
- 《알리, 더 그레이티스트》(Ali, the greatest) - 톰 그레이스 감독
- 《알리》(Ali) - 마이클 만 감독, 윌 스미스 주연

## 같이 보기
- 웰스 파고

## 참고 문헌
- Hauser, Thomas (2004). 《Muhammad Ali: His Life and Times》. Robson Books. ISBN 978-1-86105-738-9.